# Isola Bol'šoj (Isole Krasnoflotskie)
L'isola Bol'šoj (in russo Остров Большой, ostrov Bol'šoj, in italiano "isola grande") è un'isola russa che fa parte dell'arcipelago di Severnaja Zemlja ed è bagnata dal mare di Kara.
Amministrativamente fa parte del distretto di Tajmyr del Territorio di Krasnojarsk, nel Distretto Federale Siberiano.

## Geografia
L'isola è la più settentrionale delle isole Krasnoflotskie; è situata 2,75 km a nord dell'isola Srednij, che fa anch'essa parte del gruppo, e 15 km a sud del capo di Sverdlov (мыс Свердлова, mys Sverdlova) nell'isola della Rivoluzione d'Ottobre.
Come indica il nome, è l'isola più grande del gruppo, si sviluppa in direzione nord-sud e misura 5,1 km di lunghezza e 1,4 km di larghezza nella parte centrale. Il litorale è irregolare, con scogliere che raggiungono i 5 m sul versante orientale. Sono presenti tre rilievi principali: il più alto, al centro, misura 31 m s.l.m., quello a nord 23 m e quello a sud 12 m. Su ciascuna cima ci sono altrettanti punti di rilevamento topografico.
I laghi sono numerosi, tutti in prossimità della costa, e separati da essa da stretti terrapieni.
Alle estremità settentrionale e meridionale ci sono due isolotti senza nome. A 600–800 m dalla costa, il mare raggiunge i 40–50 m di profondità.

## Storia
Come tutte le Krasnoflotskie, anche l'isola Bol'šoj fu scoperta e mappata nell'agosto del 1932 dalla spedizione dell'Istituto di Ricerca Artico e Antartico sul rompighiaccio "V. Rusanov". Sul versante orientale dell'isola, nella parte centrale, si trova ancora la stazione polare delle Isole Krasnoflotskie, in funzione dal 1953.

## Isole adiacenti
- Isola Korga (Остров Корга, ostrov Korga), 4 km a nord.
- Isola Srednij (остров Средний, ostrov Srednij), 2,75 km a sud.